# Laguna Témpanos (glaciar Steffen)
La laguna Témpanos es un cuerpo superficial de agua ubicado en la Región de Aysén y contenido por la pared del glaciar Steffen.: 13 

## Ubicación y descripción
Está ubicado al oeste del glaciar Steffen, en una zona despoblada y encerrada entre glaciares. Según el mapa del Instituto Geográfico Militar, descarga sus aguas en el lecho del glaciar del que nace luego el río Huemules (Steffen).